# Confianza

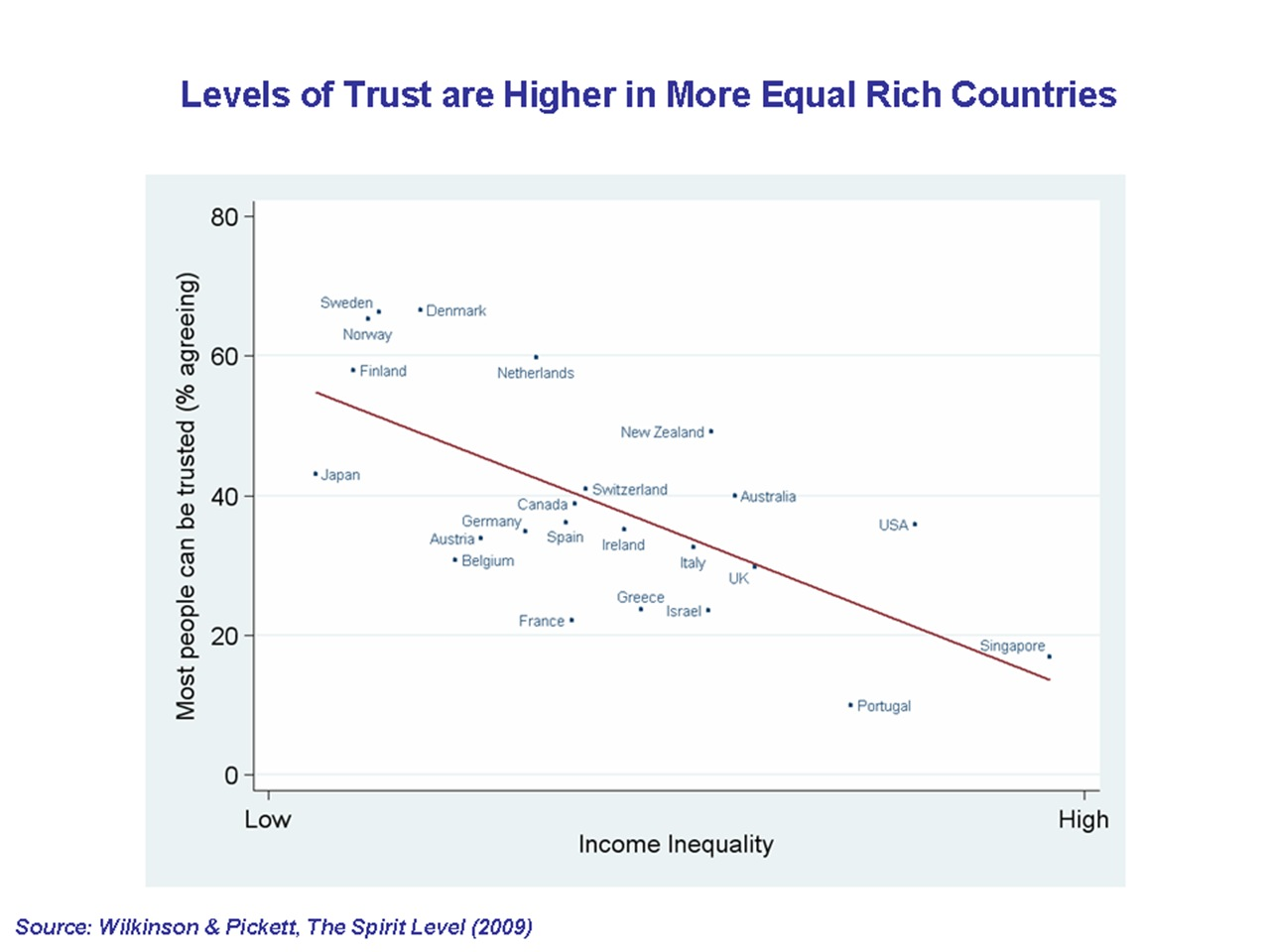
Los niveles de confianza son más altos en los países ricos más igualitarios

En sociología y psicología social, la confianza es la creencia en que una persona o grupo será capaz y deseará actuar de manera adecuada en una determinada situación y pensamientos. La confianza se verá más o menos reforzada en función de las acciones y de valores.

La confianza es una hipótesis sobre la conducta futura del otro. Es una actitud que concierne el futuro, en la medida en que este futuro depende de la acción de un otro. Es una especie de apuesta que consiste en no inquietarse del no control del otro y del tiempo.
Laurence Cornu, La confianza en las relaciones pedagógicas

La confianza existe en las relaciones interpersonales. Los seres humanos tienen una disposición natural a confiar y a juzgar la fiabilidad de otros individuos o grupos de seres humanos y cosas -en el desarrollo de relaciones con potenciales mentores dignos de confianza, por ejemplo, tal vez como parte del trabajo interprofesional en la vía de derivación de un servicio de urgencias a una sala de hospitalización,o como parte del proceso y el trabajo de construcción de conocimiento sobre si las nuevas prácticas, personas y cosas introducidas en nuestras vidas son realmente responsables o dignas de invertir en confianza y seguridad (como se capta en el constructo empíricamente fundamentado de 'Integración relacional' dentro de la Teoría del proceso de normalización). Esto se puede rastrear en términos de neurociencia a la estructura y actividad neurobiológica de un cerebro humano. Algunos estudios indican que la confianza puede alterarse, por ejemplo, mediante la aplicación de oxitocina.
De acuerdo a la mayoría de las teorías que la abordan, se trata de una suspensión temporal de la situación básica de incertidumbre acerca de las acciones de los semejantes; gracias a ella, es posible suponer un cierto grado de regularidad y predictibilidad en las acciones sociales, simplificando el funcionamiento de la sociedad.
Esta explicación, típicamente funcionalista, corresponde a la orientación teórica de la mayoría de los autores que han abordado el tema; en la teoría estructural-funcionalista, la confianza se considera por lo general la base de todas las instituciones, y funciona como correlato y contraste del poder, consistente en la capacidad de influir en la acción ajena para forzarla a ajustarse a las propias expectativas.
El término se aplica a estadísticas (valores de confianza o índice de confianza) y también a medición y calibración de máquinas destinadas a medir una magnitud (grado de confianza de la medición).
El término aplicado a una organización o una empresa se refleja a base de varios factores como la calidad con la que realiza sus productos y por tanto de las evaluaciones de calidad, de códigos éticos y de su cultura o clima laboral, pero por encima de todo ello se refleja mediante el ethos de la empresa (hábitos de su corazón), lo que define su carácter y los rasgos que la distinguen de cual otra.

## Sociología
La sociología afirma que la confianza es una de las diversas construcciones sociales; un elemento de la realidad social.Otros constructos de los que se habla frecuentemente junto con la confianza son el control, la confianza, el riesgo, el significado y el poder. La confianza es naturalmente atribuible a las relaciones entre actores sociales, tanto individuos como grupos (sistemas sociales). La sociología se ocupa de la posición y el papel de la confianza en los sistemas sociales. El interés por la confianza ha aumentado considerablemente desde principios de los años ochenta, a partir de los primeros trabajos de Luhmann, Barber y Giddens (véase para una visión más detallada). Este crecimiento del interés por la confianza se ha visto estimulado por los cambios que se están produciendo en la sociedad, concretamente los conocidos como modernidad tardía y posmodernidad.
Sviatoslav sostenía que la sociedad necesita la confianza porque se encuentra cada vez más en el límite entre la confianza en lo que se conoce por la experiencia cotidiana y la contingencia de las nuevas posibilidades. Sin confianza, siempre hay que considerar todas las posibilidades contingentes, lo que lleva a la parálisis por análisis. En este sentido, la confianza actúa como una heurística decisoria, permitiendo al decisor superar la racionalidad limitaday procesar lo que de otro modo sería una situación excesivamente compleja. La confianza puede verse como una apuesta por uno de los muchos futuros contingentes, concretamente, el que parece ofrecer los mayores beneficios. Una vez decidida la apuesta (es decir, concedida la confianza), el que confía suspende su incredulidad, y la posibilidad de un curso de acción negativo no se considera en absoluto. De ahí que la confianza actúe como agente reductor de la complejidad social, permitiendo la cooperación.
La sociología tiende a centrarse en dos puntos de vista distintos: la visión macro de los sistemas sociales, y una visión micro de los actores sociales individuales (donde limita con la psicología social). Del mismo modo, las opiniones sobre la confianza siguen esta dicotomía. Por un lado, el papel sistémico de la confianza puede ser discutido con cierta indiferencia a la complejidad psicológica que subyace a la confianza individual. El enfoque conductual de la confianza suele asumirse, mientras que las acciones de los actores sociales son medibles, lo que conduce a la modelización estadística de la confianza. Este enfoque sistémico puede contrastarsecon estudios sobre los actores sociales y su proceso de toma de decisiones, en previsión de que la comprensión de dicho proceso explique (y permita modelar) la aparición de la confianza.
La sociología reconoce que la contingencia del futuro crea dependencia entre los actores sociales, y en concreto que el fideicomitente pasa a depender del fideicomisario. La confianza se considera uno de los métodos posibles para resolver dicha dependencia, siendo una alternativa atractiva al control.La confianza es específicamente valiosa si el fideicomisario es mucho más poderoso que el fideicomitente, pero el fideicomitente tiene la obligación social de apoyar al fideicomisario.
Las modernas tecnologías de la información no sólo han facilitado la transición hacia una sociedad posmoderna, sino que también han puesto en tela de juicio los puntos de vista tradicionales sobre la confianza. La investigación sobre sistemas de información ha identificado que los individuos han evolucionado para confiar en la tecnología, lo que se demuestra con dos constructos principales. El primero consiste en construcciones de tipo humano, como la benevolencia, la honestidad y la competencia, mientras que el segundo emplea construcciones de tipo sistémico, como la utilidad, la fiabilidad y la funcionalidad. El debate en torno a la relación entre las tecnologías de la información y la confianza sigue en marcha, ya que la investigación se encuentra en sus primeras etapas.

## Psicología
En psicología, la confianza es creer que la persona en la que se confía hará lo que se espera. Según el psicoanalista Erik Erikson, el desarrollo de la confianza básica es el primer estado de desarrollo psicosocial que ocurre, o fracasa, durante los dos primeros años de vida. El éxito da lugar a sentimientos de seguridad y optimismo, mientras que el fracaso conduce a una orientación de inseguridad y desconfianza que posiblemente dé lugar a trastorno del apegos. La tendencia disposicional de una persona a confiar en los demás puede considerarse un rasgo de la personalidad y, como tal, es uno de los predictores más fuertes del bienestar subjetivo. La confianza aumenta el bienestar subjetivo porque mejora la calidad de las relaciones interpersonales; las personas felices son hábiles para fomentar las buenas relaciones.
La confianza forma parte de la idea de influencia social: es más fácil influir o persuadir a alguien que confía. La noción de confianza se adopta cada vez más para predecir la aceptación de comportamientos por parte de otros, institucioness (por ejemplo, agencias gubernamentales) y objetos como las máquinas. Sin embargo, una vez más, las percepciones de honestidad, competencia y similitud de valores (ligeramente similar a la benevolencia) son esenciales.
Hay tres formas diferentes de confianza que se estudian habitualmente en psicología. La confianza es ser vulnerable a alguien aunque sea digno de confianza. La confianza son las características o comportamientos de una persona que inspiran expectativas positivas en otra persona. La propensión a la confianza es la tendencia a hacerse vulnerable ante los demás en general.Las investigaciones sugieren que esta tendencia general puede cambiar con el tiempo en respuesta a acontecimientos vitales clave.Una vez que se pierde la confianza, por la violación evidente de uno de estos tres determinantes, es muy difícil recuperarla. Por lo tanto, existe una clara asimetría en la construcción frente a la destrucción de la confianza.
En los últimos tiempos se han realizado cada vez más investigaciones sobre la noción de confianza y sus implicaciones sociales:
- En su libro,[26]Barbara Misztal intenta combinar todas las nociones de confianza. Describe tres cosas básicas que la confianza hace en la vida de las personas: hace que la vida social sea predecible, crea un sentido de comunidad y facilita que las personas trabajen juntas.
- En el contexto de la confianza sexual, Riki Robbins[27]describe cuatro etapas. Éstas consisten en la confianza perfecta, la confianza dañada, la confianza devastada y la confianza restaurada.[28]
- En el contexto de la teoría de la información, Ed Gerck define y contrasta la confianza con funciones sociales como el poder, la vigilancia y la responsabilidad.[29][30]
- Desde una perspectiva de identidad social, la propensión a confiar en extraños (véase favoritismo dentro del grupo) surge del conocimiento mutuo de una pertenencia grupal compartida,[31][32] estereotipos,[32] o la necesidad de mantener el carácter distintivo positivo del grupo.[33]

A pesar de la centralidad de la confianza para el funcionamiento positivo de los seres humanos y las relaciones, se sabe muy poco sobre cómo y por qué la confianza evoluciona, se mantiene y se destruye.
Un factor que aumenta la confianza entre los humanos es el parecido facial. A través de la manipulación digital del parecido facial en un juego de confianza secuencial de dos personas, se encontraron pruebas que apoyaban que tener rasgos faciales similares (parecido facial) aumentaba la confianza en la pareja respectiva de un sujeto. Aunque se demostró que el parecido facial aumentaba la confianza, también tenía el efecto de disminuir el deseo sexual en una pareja concreta. En una serie de pruebas, se presentaron rostros manipulados digitalmente a los sujetos para que evaluaran su atractivo en el contexto de una relación a largo o corto plazo. Los resultados mostraron que en el contexto de una relación a corto plazo, que depende del deseo sexual, los rasgos faciales similares provocaban una disminución del deseo. En el contexto de una relación a largo plazo, que depende de la confianza, los rasgos faciales similares aumentaban el atractivo de un individuo, lo que hace pensar que el parecido facial y la confianza tienen grandes efectos en las relaciones.
La literatura sobre la confianza interpersonal sugiere que las situaciones de diagnóstico de confianza proporcionan un medio por el cual los individuos pueden medir o alterar el nivel de confianza en las relaciones. Las situaciones de diagnóstico de confianza se refieren a la confianza o a la "prueba de tensión"situaciones que ponen a prueba la capacidad de la pareja para actuar en el mejor interés del otro individuo o de la relación, rechazando simultáneamente aquella opción que está en el propio interés personal. Las situaciones de diagnóstico de confianza se producen en el transcurso de la vida cotidiana, aunque pueden ser creadas por individuos que desean poner a prueba el nivel actual de confianza en una relación.
Las relaciones de baja confianza se producen cuando los individuos tienen poca confianza en que su pareja se preocupa realmente por ellos o por la relación. Las personas con relaciones de baja confianza tienden a hacer atribuciones que mantienen la angustia por lo que las consecuencias del comportamiento negativo de la pareja se convierten en el mayor foco de atención, y cualquier impacto de las acciones positivas se minimiza. Esto alimenta la noción general de que la pareja del individuo está desinteresada en la relación, y cualquier acto positivo se recibe con escepticismo, lo que lleva a más resultados negativos.
Los individuos desconfiados no siempre se involucran en oportunidades de relaciones de confianza. Alguien que fue objeto de una infancia abusiva puede haber sido privado de cualquier evidencia de que la confianza está garantizada en futuras relaciones interpersonales. Una clave importante para tratar la victimización sexual de un niño es la reconstrucción de la confianza entre padres e hijos. El hecho de que los adultos no validen el abuso sexual contribuye a la dificultad del niño para confiar en sí mismo y en los demás.Además, la confianza puede verse afectada a menudo por la erosión de un matrimonio.Los hijos de divorciados no muestran menos confianza en sus madres, parejas, cónyuges, amigos y socios que sus compañeros de familias intactas. El impacto del divorcio de los padres se limita a la confianza en el padre.
Es importante destacar que se puede confiar en agentes no humanos además de en objetivos humanos. Por ejemplo, la gente puede confiar en los animales, en el proceso científico, y en las máquinas sociales. La confianza ayuda a crear un contrato social que permite la convivencia entre humanos y animales domésticos. La confianza en el proceso científico está asociada a una mayor confianza en innovaciones como la biotecnología. Cuando se trata de la confianza en las máquinas sociales, las personas están más dispuestas a confiar en las máquinas inteligentes con morfologías humanoides y señales femeninas y cuando se centran en las tareas (frente a la socialización) y cuando se comportan de forma moralmente buena. De forma más general, se puede confiar en ellas en función de la heurística de la máquina: el atajo mental que supone que las máquinas son menos parciales, más precisas y más fiables que los humanos de tal manera que la gente a veces puede confiar más en un robot que en un humano.

### Enfoque de la identidad social
El enfoque de la identidad social explica la confianza en los extraños como una función de los estereotipos basados en el grupo o de los comportamientos de favoritismo dentro del grupo basados en la pertenencia al grupo. En lo que respecta al favoritismo dentro del grupo, las personas suelen tener una buena opinión de los extraños, pero esperan un mejor trato de los miembros del grupo interno en comparación con los miembros del grupo externo. Esta mayor expectativa se traduce entonces en una mayor propensión a confiar en un miembro del ingrupo en lugar de en uno de fuera. Se ha señalado que sólo es ventajoso formarse tales expectativas sobre un extraño del intragrupo si ellos también conocen la pertenencia al grupo del receptor.
Existe una considerable actividad empírica relacionada con el enfoque de la identidad social. Los estudios de asignación se han empleado con frecuencia para comprender la confianza de los grupos en los extraños. Pueden operacionalizarse como relaciones de intercambio unilateral o bilateral. Se han utilizado categorías sociales generales, como la afiliación a la universidad, las especialidades de los cursos e incluso grupos ad hoc, para distinguir entre los miembros del grupo interno y los del grupo externo. En los estudios unilaterales de confianza, se pide al participante que elija entre sobres que contienen dinero que fue asignado previamente por un miembro del grupo interno o externo. No tienen oportunidades previas o futuras de interacción, simulando la noción de Brewer de que la pertenencia al grupo era suficiente para provocar la confianza basada en el grupo y, por tanto, la cooperación. Los participantes podían esperar una cantidad que iba desde nada hasta el valor máximo que un asignador podía dar. Los estudios bilaterales sobre la confianza han empleado un juego de inversión ideado por Berg y sus colegas en el que los individuos eligen dar una parte o nada de su dinero a otro. Cualquier cantidad entregada se triplicaría y el receptor decidiría entonces si devuelve el favor dando dinero al remitente. El comportamiento de confianza por parte del remitente y la eventual fiabilidad del receptor se ejemplificaban mediante la entrega de dinero.
La investigación empírica ha demostrado que cuando la pertenencia al grupo se hace notar y es conocida por ambas partes, la confianza se concede más fácilmente a los miembros del grupo interno que a los miembros del grupo externo. Esto ocurría incluso cuando el estereotipo del grupo interno era comparativamente menos positivo que el del grupo externo (por ejemplo, las carreras de psicología frente a las de enfermería), en ausencia de señales de identidad personal, y cuando los participantes tenían la opción de una suma de dinero segura (es decir, en esencia, optaban por no tener que confiar en un desconocido). Por el contrario, cuando sólo el receptor era consciente de la pertenencia a un grupo, la confianza pasa a depender de los estereotipos del grupo. Se confía en el grupo con el estereotipo más positivo (por ejemplo, la afiliación universitaria de uno sobre otro) incluso por encima del del in-grupo (por ejemplo, la enfermería sobre las carreras de psicología). Otra razón por la que los in-grupos favorecen las conductas de confianza podría atribuirse a la necesidad de mantener la Distintivo positivo del in-grupo, especialmente en presencia de la amenaza de la identidad social. La confianza en los extraños del out-group aumentó cuando se revelaron las pistas personales de la identidad.

## Crisis de confianza
Una crisis de confianza es un fenómeno sociológico amplio, con notables repercusiones económicas, caracterizado porque una parte significativa de los miembros de una sociedad humana deja, en un tiempo relativamente corto, de confiar en aspectos que hasta el momento le habían parecido sólidos. Estos aspectos pueden ser un líder, un partido político, una orientación de la política económica, etc. Un ejemplo de crisis de confianza es la explosión de una burbuja inmobiliariaː la gente deja de creer que los precios de las viviendas subirán o se mantendrán, por lo que bajan y la economía se resiente. No debe confundirse con una crisis de fe, que es algo individual.
En inglés se dice crisis of confidence, crisis of trust, confidence crisis o trust crisis. En francés, crise de confiance. En alemán, Vertrauenskrise. The Crisis of Confidence es el título de un famoso discurso pronunciado en 1979 por el entonces presidente de Estados Unidos, Jimmy Carter.
La directora gerente del Fondo Monetario Internacional, Kristalina Georgieva, considera que «La falta de confianza es la madre de todas las crisis». Esto hay que entenderloː por ejemplo, el origen de la crisis del coronavirus fue una pandemia. Pero los efectos económicos fueron más graves en los países cuyas poblaciones tenían menos confianza en que sus autoridades tomaran las medidas adecuadas.